# Lachenalia leipoldtii
Lachenalia leipoldtii är en sparrisväxtart som beskrevs av G.D.Duncan. Lachenalia leipoldtii ingår i släktet Lachenalia och familjen sparrisväxter. Inga underarter finns listade i Catalogue of Life.